# Aciphylla pinnatifida
Aciphylla pinnatifida là một loài thực vật có hoa trong họ Hoa tán. Loài này được Petrie mô tả khoa học đầu tiên năm 1910.